# Michail Devjatjarov
Michail Devjatjarov  (Russisch: Михаи́л Талга́тович Девятья́ров) (Tsjoesovoj, 25 februari 1959) is een Russisch langlaufer. 

## Carrière
Tijdens de wereldkampioenschappen van 1987 won Devjatjarov de zilveren medaille op de estafette en de bronzen medaille op de 15 kilometer. Devjatjarov won in 1988 olympisch goud op de 15 kilometer en de zilveren medaille op de estafette.

## Resultaten

### Olympische Spelen
| Jaar | Plaats  | Resultaten                                       |
| ---- | ------- | ------------------------------------------------ |
| 1988 | Calgary | 15 km · 4e 30 km · 25e 50 km · 4x10 km estafette |

### Wereldkampioenschappen langlaufen
| Jaar | Plaats     | Resultaten                |
| ---- | ---------- | ------------------------- |
| 1987 | Oberstdorf | 15 km · 4x10 km estafette |